# Толстой, Илья Владимирович
Илья́ Влади́мирович Толсто́й (29 июня 1930, Нови-Бечей, Югославия — 16 мая 1997, Москва) — советский и российский филолог, профессор, кандидат филологических наук, заведующий кафедрой стилистики русского языка факультета журналистики МГУ имени Ломоносова. Правнук Льва Николаевича Толстого по линии его сына Ильи. Посмертно награждён премией имени М. В. Ломоносова I степени за книгу «Пути и судьбы. Семейная хроника Толстых».

## Биография
Родился и вырос в эмиграции, в Югославии, где воспитывался в Первом Русском кадетском корпусе.
В 1945 году в 15 лет вернулся в СССР. В 1953 году окончил филологический факультет МГУ им. М. В. Ломоносова. С 1954 года работал на факультете журналистики, где он читал лекции и вёл семинарские занятия по курсам «Современный русский язык. Лексика. Синтаксис», «Орфоэпия». В 1972 году Илье Владимировичу присвоено звание доцента. В 1986 году он стал заведующим кафедрой стилистики русского языка, в 1990 году получил звание профессора. Был членом Совета по русскому языку при Президенте Российской Федерации. 
Умер 16 мая 1997 года. Похоронен в селе Кочаки Щёкинского района Тульской области на семейном участке кладбища возле церкви Николая Чудотворца.

## Семья
Первым браком женат на Рите Александровне Карпенко (10 июня 1930 г., Брянск - 7 октября 2016 г.). Разведены в 1986 г.
Вторым браком — на Светлане Владиславовне Светана (3 марта 1938 г., Новосибирск — 29 октября 2010 г., Москва). Дети: Илья Ильич Толстой (4 декабря 1954 г., Москва), Владимир Ильич Толстой (28 сентября 1962 г., Москва).

## Публикации
Является автором более 100 научных работ, среди которых:
- Русско-вьетнамский словарь (в соавт. с Ритой Александровной Толстой). — М., 1965.
- Современный русский язык (в соавт.). — М., 1971—1984 (4 издания).
- Синтаксис (в соавт.). — М., 1985.
- Свет Ясной Поляны. — М., 1986.177.
- Трудности русского языка. Словарь-справочник журналиста (в соавт.). — М., 1993, 1994.
- Основатель журнала «Журналистика и культура русской речи» — М., 1996.